# Lista de condados da Coreia do Sul
Esta é uma lista de condados da Coreia do Sul. Existem 82 condados no país.

Mapa dos condados da Coreia do Sul em azul-petróleo.

## Lista de condados
| Condado     | Hangul | Hanja  | Província                      |
| ----------- | ------ | ------ | ------------------------------ |
| Gijang      | 기장군 | 機張郡 | Busan (cidade metropolitana)   |
| Dalseong    | 달성군 | 達城郡 | Daegu (cidade metropolitana)   |
| Ganghwa     | 강화군 | 江華郡 | Incheon (cidade metropolitana) |
| Ongjin      | 옹진군 | 甕津郡 | Incheon (cidade metropolitana) |
| Ulju        | 울주군 | 蔚州郡 | Ulsan (cidade metropolitana)   |
| Gapyeong    | 가평군 | 加平郡 | Gyeonggi                       |
| Yangpyeong  | 양평군 | 楊平郡 | Gyeonggi                       |
| Yeoncheon   | 연천군 | 漣川郡 | Gyeonggi                       |
| Cheorwon    | 철원군 | 鐵原郡 | Gangwon                        |
| Goseong     | 고성군 | 高城郡 | Gangwon                        |
| Hoengseong  | 횡성군 | 橫城郡 | Gangwon                        |
| Hongcheon   | 홍천군 | 洪川郡 | Gangwon                        |
| Hwacheon    | 화천군 | 華川郡 | Gangwon                        |
| Inje        | 인제군 | 麟蹄郡 | Gangwon                        |
| Jeongseon   | 정선군 | 旌善郡 | Gangwon                        |
| Pyeongchang | 평창군 | 平昌郡 | Gangwon                        |
| Yanggu      | 양구군 | 楊口郡 | Gangwon                        |
| Yangyang    | 양양군 | 襄陽郡 | Gangwon                        |
| Yeongwol    | 영월군 | 寧越郡 | Gangwon                        |
| Boeun       | 보은군 | 報恩郡 | Chungcheong do Norte           |
| Danyang     | 단양군 | 丹陽郡 | Chungcheong do Norte           |
| Eumseong    | 음성군 | 陰城郡 | Chungcheong do Norte           |
| Goesan      | 괴산군 | 槐山郡 | Chungcheong do Norte           |
| Jincheon    | 진천군 | 鎭川郡 | Chungcheong do Norte           |
| Okcheon     | 옥천군 | 沃川郡 | Chungcheong do Norte           |
| Jeungpyeong | 증평군 | 曾坪郡 | Chungcheong do Norte           |
| Yeongdong   | 영동군 | 永同郡 | Chungcheong do Norte           |
| Buyeo       | 부여군 | 扶餘郡 | Chungcheong do Sul             |
| Cheongyang  | 청양군 | 青陽郡 | Chungcheong do Sul             |
| Geumsan     | 금산군 | 錦山郡 | Chungcheong do Sul             |
| Hongseong   | 홍성군 | 洪城郡 | Chungcheong do Sul             |
| Seocheon    | 서천군 | 舒川郡 | Chungcheong do Sul             |
| Taean       | 태안군 | 泰安郡 | Chungcheong do Sul             |
| Yesan       | 예산군 | 禮山郡 | Chungcheong do Sul             |
| Buan        | 부안군 | 扶安郡 | Jeolla do Norte                |
| Gochang     | 고창군 | 高敞郡 | Jeolla do Norte                |
| Imsil       | 임실군 | 任實郡 | Jeolla do Norte                |
| Jangsu      | 장수군 | 長水郡 | Jeolla do Norte                |
| Jinan       | 진안군 | 鎭安郡 | Jeolla do Norte                |
| Muju        | 무주군 | 茂朱郡 | Jeolla do Norte                |
| Sunchang    | 순창군 | 淳昌郡 | Jeolla do Norte                |
| Wanju       | 완주군 | 完州郡 | Jeolla do Norte                |
| Boseong     | 보성군 | 寶城郡 | Jeolla do Sul                  |
| Damyang     | 담양군 | 潭陽郡 | Jeolla do Sul                  |
| Gangjin     | 강진군 | 康津郡 | Jeolla do Sul                  |
| Goheung     | 고흥군 | 高興郡 | Jeolla do Sul                  |
| Gokseong    | 곡성군 | 谷城郡 | Jeolla do Sul                  |
| Gurye       | 구례군 | 求禮郡 | Jeolla do Sul                  |
| Haenam      | 해남군 | 海南郡 | Jeolla do Sul                  |
| Hampyeong   | 함평군 | 咸平郡 | Jeolla do Sul                  |
| Hwasun      | 화순군 | 和順郡 | Jeolla do Sul                  |
| Jangheung   | 장흥군 | 長興郡 | Jeolla do Sul                  |
| Jangseong   | 장성군 | 長城郡 | Jeolla do Sul                  |
| Jindo       | 진도군 | 珍島郡 | Jeolla do Sul                  |
| Muan        | 무안군 | 務安郡 | Jeolla do Sul                  |
| Sinan       | 신안군 | 新安郡 | Jeolla do Sul                  |
| Wando       | 완도군 | 莞島郡 | Jeolla do Sul                  |
| Yeongam     | 영암군 | 靈巖郡 | Jeolla do Sul                  |
| Yeonggwang  | 영광군 | 靈光郡 | Jeolla do Sul                  |
| Bonghwa     | 봉화군 | 奉化郡 | Gyeongsang do Norte            |
| Cheongdo    | 청도군 | 淸道郡 | Gyeongsang do Norte            |
| Cheongsong  | 청송군 | 靑松郡 | Gyeongsang do Norte            |
| Chilgok     | 칠곡군 | 漆谷郡 | Gyeongsang do Norte            |
| Goryeong    | 고령군 | 高靈郡 | Gyeongsang do Norte            |
| Gunwi       | 군위군 | 軍威郡 | Gyeongsang do Norte            |
| Seongju     | 성주군 | 星州郡 | Gyeongsang do Norte            |
| Uiseong     | 의성군 | 義城郡 | Gyeongsang do Norte            |
| Uljin       | 울진군 | 蔚珍郡 | Gyeongsang do Norte            |
| Ulleung     | 울릉군 | 鬱陵郡 | Gyeongsang do Norte            |
| Yecheon     | 예천군 | 醴泉郡 | Gyeongsang do Norte            |
| Yeongdeok   | 영덕군 | 盈德郡 | Gyeongsang do Norte            |
| Yeongyang   | 영양군 | 英陽郡 | Gyeongsang do Norte            |
| Changnyeong | 창녕군 | 昌寧郡 | Gyeongsang do Sul              |
| Geochang    | 거창군 | 居昌郡 | Gyeongsang do Sul              |
| Goseong     | 고성군 | 固城郡 | Gyeongsang do Sul              |
| Hadong      | 하동군 | 河東郡 | Gyeongsang do Sul              |
| Haman       | 함안군 | 咸安郡 | Gyeongsang do Sul              |
| Hapcheon    | 합천군 | 陜川郡 | Gyeongsang do Sul              |
| Hamyang     | 함양군 | 咸陽郡 | Gyeongsang do Sul              |
| Namhae      | 남해군 | 南海郡 | Gyeongsang do Sul              |
| Sancheong   | 산청군 | 山淸郡 | Gyeongsang do Sul              |
| Uiryeong    | 의령군 | 宜寧郡 | Gyeongsang do Sul              |